# Suszczany (obwód kijowski)
Suszczany (ukr. Сущани) – wieś na Ukrainie, w obwodzie kijowskim, w rejonie obuchowskim, w hromadzie Kaharłyk. W 2001 liczyła 549 mieszkańców, spośród których 542 wskazało jako ojczysty język ukraiński, 6 rosyjski, a 1 bułgarski.